# Rue de Périgord
La rue de Périgord  (en occitan : carrièra del Peiregòrd) est une voie publique de Toulouse, chef-lieu de la région Occitanie, dans le Midi de la France.

## Situation et accès

### Description
La rue Charles-de-Rémusat est une voie publique. Elle se trouve dans le quartier Arnaud-Bernard.
Elle naît perpendiculairement à la rue du Taur. Quoique tortueuse, elle est orientée principalement à l'est. Elle se termine au carrefour de la rue Charles-de-Rémusat, avec laquelle elle forme une petite place triangulaire. Elle est prolongée, au sud-est, par la rue du Salé.
La chaussée compte une seule voie de circulation automobile à sens unique, de la rue Charles-de-Rémusat vers la rue du Taur. Elle appartient à une zone de rencontre et la vitesse y est limitée à 20 km/h. Il n'existe pas de piste, ni de bande cyclable, quoiqu'elle soit à double-sens cyclable.

### Voies rencontrées
La rue de Périgord rencontre les voies suivantes, dans l'ordre des numéros croissants :
1. Rue du Taur
2. Rue Charles-de-Rémusat

### Transports
La rue de Périgord n'est pas directement desservie par les transports en commun Tisséo. Elle se trouve cependant à proximité de la rue Charles-de-Rémusat et de la rue du Taur, parcourues par la navette Ville. Plus loin, sur la place Jeanne-d'Arc et le boulevard de Strasbourg se trouvent également la station de métro Jeanne-d'Arc, sur la ligne de métro , ainsi que les arrêts des lignes de Linéo L1L9 et de bus 1523394570. 
Il existe également une station de vélos en libre-service VélôToulouse : la station no 14 (26 rue de Périgord).

## Odonymie
La rue tient son nom du collège de Périgord, collège de l'université de Toulouse, fondé en 1360 par le « cardinal de Périgord ». Hélie de Talleyrand-Périgord (1301-1364), issu de la prestigieuse famille périgourdine de Talleyrand, fils du comte de Périgord, Hélie VII, étudiant en droit civil à l'université de Toulouse, fut un des principaux personnages de la cour papale d'Avignon au milieu du XIVe siècle, au point d'être surnommé le « faiseur de papes ». 
Aux XVIIe et XVIIIe siècles, on trouvait également à la rue le nom de rue du Couvent-des-Carmélites ou, plus simplement, des Carmélites : les religieuses y avaient effectivement établi leur couvent entre 1617 et 1625. En 1794, pendant la Révolution française, ce fut la rue Réflexions, mais cette appellation ne subsista pas,.

## Patrimoine et lieux d'intérêt

### Collège de Périgord
Classé MH (1931, tour Maurand)
Maison et tour Maurand (XIIe siècle) ; collège de Périgord (1360) ; Grand Séminaire (1808) ; université (XIXe siècle).

### Couvent et chapelle des Carmélites
Classé MH (1909)
- no  1 : chapelle du couvent des Carmélites (1622-1643) ; chapelle du Grand Séminaire (1808)[7].

### Bibliothèque d'Étude et du Patrimoine
no  1 bis :  Inscrit MH (1994, bibliothèque municipale, y compris les bâtiments annexes) et  Patrimoine XXe siècle (2007).

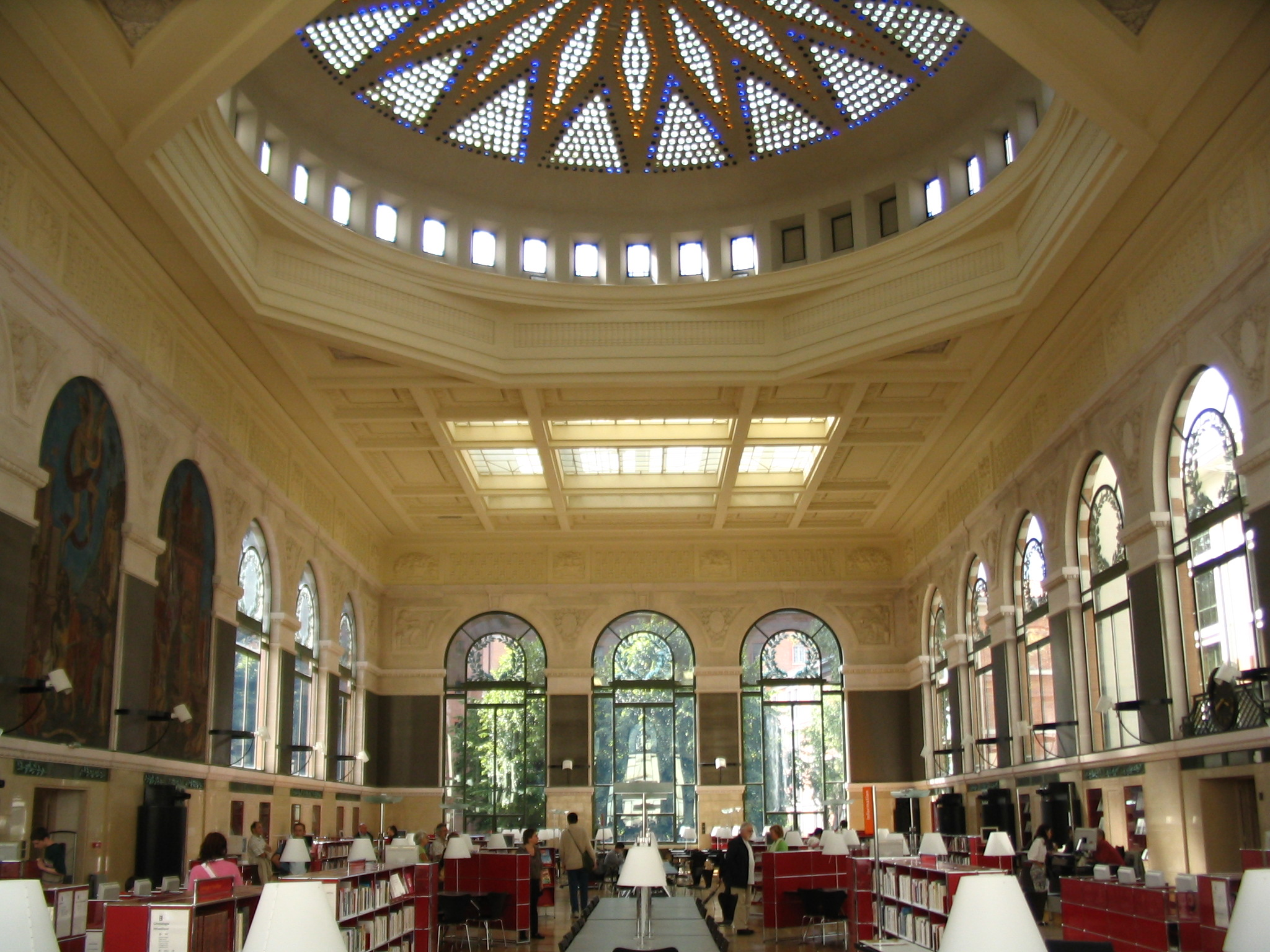
Salle de lecture.

La construction de la bibliothèque municipale s'inscrit dans le programme d'équipements publics sportifs et culturels porté par la municipalité socialiste d'Étienne Billières. Elle remplace la petite bibliothèque établie dans les locaux du lycée de garçons (actuel collège Pierre-de-Fermat, no 1 rue Joseph-Lakanal). Le projet, confié à l'architecte de la ville, Jean Montariol, est réalisé entre 1932 et 1935. Il est assisté de Pol Neveux, inspecteur général des bibliothèques, chargé de le conseiller sur les besoins fonctionnels d'une bibliothèque. Il fait également intervenir plusieurs artistes toulousains : les peintres Marc Saint-Saëns et Édouard Bouillière, les sculpteurs Henry Parayre et Sylvestre Clerc, et le verrier André Rapp. L'architecture du bâtiment et son décor en font un des bâtiments représentatifs de l'Art déco à Toulouse. En 2003, après plusieurs années de rénovation, le bâtiment devient la bibliothèque d'étude et du patrimoine. 
La bibliothèque s'élève en retrait par rapport à la rue de Périgord, ménageant une esplanade devant le bâtiment principal. L'entrée principale est encadrée de deux fontaines ornées de sculptures d'Henri Parayre, sculptées dans la pierre de Lorraine en 1933 : la Littérature classique, à gauche, et la Jeune Littérature, à droite. Elle s'élèvent au centre d'une vasque soutenue par trois paires de colonnettes autour d'une colonne centrale, érigées au centre d'un bassin circulaire, en calcaire comblanchien de Bourgogne. Les statues ont été déplacées en 2013 : jusqu'à cette date, leurs emplacements étaient inversés et elles se tournaient le dos,.
Un grand escalier mène au grand hall. De part et d'autre, il donne accès à deux vestibules latéraux, éclairés de hautes fenêtres, et aux pavillons en avant-corps. L'un abrite les salles d'exposition, l'autre l'administration. Dans l'axe du hall, un corridor mène à la salle de lecture. Elle est éclairée par une coupole en pavé de verre. Le mobilier d'origine, composé de grandes tables de lecture et d'étagères en bois, réalisé par l'ébéniste Alet, a été remplacé par un mobilier contemporain en 2003. 
À l'arrière, le bâtiment technique comprend les réserves et les magasins de livres. Il possède une structure métallique, cachée par les façades en béton et brique, ce qui lui permet d'être largement éclairé par de hautes fenêtres,.

### Lycée privé Sainte-Marie-de-Nevers
- no  8 : emplacement du séminaire Saint-Louis ; couvent des religieuses Notre-Dame du Refuge (1932-1935) ; couvent des Sœurs de Nevers (1847)[13].

- no  10-12 : lycée privé Sainte-Marie-de-Nevers (1847-1860)[14].

### Immeubles et maisons
- no  18 : immeuble. 
L'immeuble est construit au XVIIe siècle, mais sa façade sur la rue de Périgord a été remaniée dans la première moitié du XIXe siècle et a reçu un décor en terre cuite. Au rez-de-chaussée, les travées sont séparées par des pilastres cannelés surmontés d'entablements sur lesquels reposent trois arcades en plein cintre. Dans les écoinçons prennent place deux niches circulaires qui abritent deux bustes en terre cuite – Cicéron et Socrate ? Dans la travée de droite s'ouvre le portail, qui a conservé sa menuiserie de bois ouvragée et son imposte en fonte. Une fine corniche sépare le rez-de-chaussée des étages supérieurs, éclairés de fenêtres. Celles du 1er étage ont de faux garde-corps à balustres en terre cuite et sont surmontées de corniches moulurées[15].

- no  20 : immeuble. 
L'immeuble, de style classique, est construit au XVIIe siècle. Il s'élève sur quatre niveaux : un sous-sol, un rez-de-chaussée surélevé et deux étages. Au rez-de-chaussée, le solin en pierre est mis en valeur par un motif de bossage. Le portail, voûté en plein cintre et surmonté d'une corniche, prend place dans la travée de droite. Il est de plus protégé par deux chasse-roue circulaires. Les fenêtres ont des appuis en pierre. L'élévation est couronnée par une corniche à denticules[16].

- no  22-24 : maison Marquès. 
Entre 1906 et 1907, le docteur Étienne Marquès fait construire par l'architecte Raoul Castan un établissement de santé (ancien no 14, actuel no 22) et une maison (ancien no 14 bis, actuel no 24). Elle est remaniée entre 1945 et 1959 pour son fils, le docteur Pierre Marquès. 
Le bâtiment qui correspond à l'ancien établissement de santé est représentatif de l'influence de l'Art nouveau sur l'architecture toulousaine. La façade sur rue se développe sur trois travées et s'élève sur trois niveaux (rez-de-chaussée, un étage et un niveau de comble). Le rez-de-chaussée, qui repose sur un solin de pierre, alterne les rangées de briques et les bandeaux de pierres. La porte piétonne est encadrée de piédroits et surmontée d'un linteau en pierre, pris dans une arcade en plein cintre, ménageant des ouvertures ornées de grilles en fer forgé : celle qui prend place dans l'imposte évoque un papillon stylisé. Les fenêtres des travées latérales ont également des grilles en fer forgé. L'étage est éclairé de fenêtres dont les linteaux en béton sont reliés par un bandeau de pierre. La fenêtre triple de la travée centrale est surmontée d'un cartouche rectangulaire et d'une corniche, soutenue par de lourdes consoles en pierre. Au-dessus, le niveau de comble a été transformé et surélevé en 1959 par l'architecte Robert Trilhe. Il est largement éclairé par un bandeau de petites fenêtres rectangulaires. 
Le corps de bâtiment à gauche correspond au portail d'entrée de la maison du docteur Marquès, qui se trouvait en fond de parcelle. En 1949, il est transformé, sur les plans de l'architecte Paul Fort, en passage couvert et surélevé pour former un espace d'habitation. Il existe une grande continuité de style entre cette construction et le bâtiment de la maison de santé. Le tympan du portail est, en particulier, également orné d'une grille en fer forgé[17].

## Personnalités
- Pierre Marquès (1908-1976) : fils du radiologiste toulousain Étienne Marquès, il se spécialise lui-même dans cette discipline. Il travaille au Centre régional anti-cancéreux (CRAC) – actuel Institut Claudius-Regaud – à partir de 1935, et en devient directeur. Il meurt le 9 mai à son domicile, no 22 rue de Périgord[18],[19].

- Ferdinand Gendre (1853-1913) : docteur en médecine, il devient médecin oculiste et crée au no 10 rue de Périgord une clinique d'ophtalmologie, comprenant un dispensaire pour les patients les plus pauvres[20].